# Александар Живкович (футболіст, 1912)
Александар Живкович (сербохорв. Aleksandar Živković, 25 грудня 1912, Ораш'є — 25 лютого 2000, Загреб) — югославський футболіст, що грав на позиції нападника.
Виступав, зокрема, за клуби «Конкордія», «Граджянскі», «Расинг», а також національну збірну Югославії. Чемпіон Югославії і чемпіон Франції, володар національних кубків Швейцарії і Франції.

## Клубна кар'єра
Виступав у складі загребського клубу «Конкордія». В 1930 році виграв з командою перший в її історії титул чемпіона Югославії. Для потрапляння до фінального турніру клуб посів друге місце у чемпіонаті Загреба, а потім у кваліфікації переміг «Ілірію» з Любляни (6:1 і 6:0). На рахунку Живковича по два голи у кожному з матчів.. У фінальному турнірі виступало 6 команд. Перед останнім десятим туром чотири клуби зберігали шанси на титул, причому «Конкордія» була лідером, на одне очко випереджаючи БСК, «Хайдук» і «Югославію». Двоє останніх зіграли між собою внічию 1:1. «Конкордія» дома приймала БСК і здобула перемогу з рахунком 4:2, два голи забив Іван Павелич, а по одному разу відзначились Борис Праунспергер і Александар Живкович. За грою спостерігало 15 000 глядачів, які після свистка винесли гравців клубу з поля на своїх плечах, а на вулицях міста відбувались довгі гуляння з нагоди першого в історії клубу чемпіонства. На рахунку Живковича 8 матчів і 5 голів у фінальному турнірі.
У 1931 році став з командою срібним призером чемпіонату, зігравши у фінальному турнірі 3 матчі, в яких забив 4 голи.
Сезон 1931—1932 років провів швейцарській команді «Грассгоппер». Став володарем Кубка Швейцарії. Клуб з Цюриха впевнено пройшов турнірну дистанцію, зокрема, у півфіналі розгромив «Базель» з рахунком 8:1, а у фіналі завдав поразки «Уранії» з рахунком 5:1. Живкович забив по голу в обох цих матчах. Примітними партнерами Александара у складі клубу були зірки тогочасного швейцарського футболу Северіно Мінеллі і брати Макс і Андре Абегглени, а також ще один югославський бомбардир Іван Хітрець.
В 1932 році повернувся на батьківщину в клуб «Граджянскі». У першому сезоні Живкович забив 10 голів, ставши найкращим бомбардиром команди, яка посіла невисоке для себе шосте місце. В 1934 році був учасником так званого Кубка семи — турніру, який організували 7 провідних клубів Югославії, як альтернативу національному чемпіонату, який у сезоні 1933/34 не був проведений через те, що клуби не досягли згоди щодо формату його проведення. На рахунку Александара 9 матчів і 5 голів у рамках турніру, за результатами якого «Граджянскі» зайняв п'яте місце. Того ж року став переможцем Кубка Загреба. Виступав у складі лише у одному матчі, але це був фінальний поєдинок проти «Конкордії» (3:1). В 1935 році став з командою бронзовим призером національного чемпіонату, забивши 14 голів у фінальному турнірі (а також три у кваліфікації). Також вдруге став переможцем Кубка Загреба, зігравши три матчі, в яких забив два голи.
У 1935—1938 роках виступав у складі французького клубу «Расинг». В першому ж сезоні став з командою чемпіоном Франції, зігравши у сезоні 7 матчів, у яких забив 5 голів. Того ж сезону клуб виграв Кубок Франції, Живкович у фіналі не грав. Наступного сезону команда посіла третє місце у чемпіонаті, а ще через рік опустилась аж на 13-те місце. В 1938 році Александар недовго виступав у іншому паризькому клубі — СА Париж, після чого приєднався до клубу «Сошо».
В друге приєднався до складу «Граджянскі» в 1940 році. Зіграв 5 матчів і забив 3 голи в чемпіонаті Хорватської бановини.
Був високим, струнким футболістом, що грав елегантно і мав хорошу техніку, був улюбленцем уболівальників. 
Під час Другої світової війни був дипломатом Незалежної Держави Хорватія в Берліні та Бухаресті. З 1945 року проживав у Південній Африці, повернувшись до Хорватії в 1993 році. Помер 25 лютого 2000 року в Загребі і був похований на кладовищі Мирогой.

## Виступи за збірну
У 1931 році дебютував в офіційних матчах у складі національної збірної Югославії. Протягом кар'єри у національній команді, яка тривала 11 років, провів у формі головної команди країни 15 матчів, забивши 15 голів. Дебютував 2 серпня 1931 року у товариській грі про збірної Чехословаччини. Живкович наприкінці першого тайму відкрив рахунок у матчі, а після перерви перевагу югославської команди подвоїв Мар'янович, на що суперник відповів лише голом Пуча — 2:1.
У 1932 році в Белграді відбувся другий розіграш Балканського кубка. Збірна Югославії посіла друге місце: перемігши Грецію (7:1) і Румунію (3:1), команда програла Болгарії (2:3). Живкович забивав у кожному матчі і з п'ятьма голами став найкращим бомбардиром змагань.
В 1933 році в Бухаресті команда знову стала другою призеркою Балканського кубка. Югославія перемогла Грецію (5:3) і Болгарію (4:0), але поступилась господарям румунам (0:5). Александар відзначився трьома голами.
Перемогу в Балканському кубку Живкович здобув з третьої спроби в 1935 році. В матчах з тими ж суперниками команда показала такі результати: Румунія — 2:1, Греція — 6:1 (два голи забив Александар), Болгарія — 3:3. Югославія і Болгарія мали однакову кількість очок і різницю голів, але переможцем змагань була оголошена команда Живковича завдяки кращому відношенню забитих голів до пропущених (стандартне правило того часу для визначення переможця турніру за рівної кількості очок).
Після переїзду до Франції Живкович більше не отримував викликів у збірну. В 1940 році зіграв один матч у складі новоствореної збірної Хорватії. У Загребі хорватська збірна, у складі якої виступало дев'ять футболістів «Граджянскі», зіграла внічию 1:1 зі збірною Угорщини.

### Статистика виступів за збірну
| Дата       | Місто    | Господарі      | Результат | Гості          | Турнір            | Голи | Примітки |
| ---------- | -------- | -------------- | --------- | -------------- | ----------------- | ---- | -------- |
| 02.08.1931 | Белград  | Югославія      | 2 – 1     | Чехословаччина | товариський матч  | 1    |          |
| 26.06.1932 | Белград  | Югославія      | 7 – 1     | Греція         | Балканський кубок | 2    |          |
| 30.06.1932 | Белград  | Югославія      | 2 – 3     | Болгарія       | Балканський кубок | 2    |          |
| 03.07.1932 | Белград  | Югославія      | 3 – 1     | Румунія        | Балканський кубок | 1    |          |
| 09.10.1932 | Прага    | Чехословаччина | 2 – 1     | Югославія      | товариський матч  | 1    | 50'      |
| 03.06.1933 | Бухарест | Греція         | 3 – 5     | Югославія      | Балканський кубок | 2    |          |
| 07.06.1933 | Бухарест | Болгарія       | 0 – 4     | Югославія      | Балканський кубок | 1    |          |
| 11.06.1933 | Бухарест | Румунія        | 5 – 0     | Югославія      | Балканський кубок | -    |          |
| 01.04.1934 | Белград  | Югославія      | 2 – 3     | Болгарія       | товариський матч  | 1    |          |
| 16.12.1934 | Париж    | Франція        | 3 – 2     | Югославія      | товариський матч  | -    |          |
| 17.06.1935 | Софія    | Румунія        | 0 – 2     | Югославія      | Балканський кубок | -    |          |
| 21.06.1935 | Софія    | Греція         | 1 – 6     | Югославія      | Балканський кубок | 2    |          |
| 24.06.1935 | Софія    | Болгарія       | 3 – 3     | Югославія      | Балканський кубок | -    |          |
| 18.08.1935 | Катовиці | Польща         | 2 – 3     | Югославія      | товариський матч  | 2    |          |
| 06.09.1935 | Белград  | Югославія      | 0 – 0     | Чехословаччина | товариський матч  | -    | 46'      |
| Усього     |          | Матчів         | 15        |                | Голів             | 15   |          |

| Дата       | Місто  | Господарі | Результат | Гості    | Турнір           | Голи | Примітки |
| ---------- | ------ | --------- | --------- | -------- | ---------------- | ---- | -------- |
| 08.12.1940 | Загреб | Хорватія  | 1 – 1     | Угорщина | товариський матч | -    |          |
| Усього     |        | Матчів    | 1         |          | Голів            | 0    |          |

## Титули і досягнення
«Конкордія»:
- Чемпіон Югославії: 1930
- Срібний призер чемпіонату Югославії: 1931

«Расинг»:
- Чемпіон Франції 1936
- Володар Кубка Франції: 1936

«Грассгоппер»:
- Володар Кубка Швейцарії: 1932

«Граджянскі»:
- Володар Кубка Загреба: 1934, 1935

Югославія:
- Переможець Балканського кубка: 1935
- Срібний призер Балканського кубка: 1932, 1933
- Найкращий бомбардир Балканського кубка: 1932